# Chip Peterson
Charles Bowne Peterson, detto Chip (Morehead City, 3 dicembre 1987) è un nuotatore statunitense.

## Carriera
Specializzato nel nuoto di fondo, ha vinto la medaglia d'oro ai campionati di Montréal 2005 sui 25km.

## Palmarès
- Mondiali

Montréal 2005: oro nei 25 km.
- Giochi PanPacifici

Victoria 2006: argento nei 10 km.
Irvine 2010: oro nei 10 km.
- Giochi panamericani

Rio de Janeiro 2007: oro nei 1500m sl e argento nei 10km.
Toronto 2015: oro nei 10km.

## Riconoscimenti
- Open Water Swimmer of the Year: 2005